# Trigonosaurus
Trigonosaurus („ještěr z oblasti Triangulo Mineiro“) byl rod vyhynulého titanosauridního sauropodního dinosaura z čeledi Saltasauridae, který žil v období pozdní křídy (asi před 88 až 66 miliony let) na území dnešní Brazílie.

## Popis
Tento velký býložravý dinosaurus byl popsán na základě fosilií dvou jedinců, obou sestávajících především z obratlů. Přesné rozměry tohoto sauropoda zatím není možné s jistotou určit. Pravděpodobně se ale jednalo o menší druh, dosahující délky kolem 10 metrů a hmotnosti asi 10 tun.
Před svým popisem byl tento druh znám pouze jako "titanosaur z Peirópolis", a to podle místa objevu. Typový druh T. pricei popsali paleontologové Campos, Kellner, Bertini a Santucci v roce 2005. Blízkým vývojovým příbuzným tohoto saltasaurida je například v Rusku objevený rod Tengrisaurus.